# Mingus Ah Um
| Recensione     | Giudizio |
| -------------- | -------- |
| DownBeat       | [ 2 ]    |
| AllMusic       | [ 3 ]    |
| Popmatters     | 10/10    |
| About.com      | [ 5 ]    |
| Rolling Stone  | [ 6 ]    |
| Tom Hull       | A+       |
| Piero Scaruffi | 8/10     |

Mingus Ah Um è un album del musicista jazz Charles Mingus, registrato e pubblicato dalla Columbia Records nel 1959 (con n. catalogo CK 65512).
Si tratta del primo disco di Mingus registrato sotto l'etichetta Columbia. La copertina dell'album è un dipinto dell'artista S. Neil Fujita. Il titolo è una corruzione di una immaginaria declinazione latina. Gli aggettivi latini della I classe sono solitamente ordinati enunciando prima il nominativo maschile singolare (che finisce con "-us"), poi il femminile ("-a") e infine il neutro ("-um"). L'album vinse il Grammy Hall of Fame Award nel 2013.

## Descrizione
Better Git It In Your Soul si ispira ai canti gospel e ai sermoni che Mingus avrebbe potuto sentire da bambino a Watts, Los Angeles, in California, mentre Goodbye Pork Pie Hat è una citazione dal sassofonista Lester Young (che era morto poco tempo prima della registrazione dell'album).
Self-Portrait in Three Colors era stata originariamente scritta per il film Ombre, opera prima di John Cassavetes, ma non venne mai utilizzata per la colonna sonora dello stesso (presumibilmente per ragioni di budget). Open Letter to Duke è un chiaro omaggio alla figura di Duke Ellington, composto da tre precedenti brani di Mingus (Nouroog, Duke's Choice, e Slippers). Jelly Roll è un riferimento al pianista pioniere del jazz Jelly Roll Morton; Bird Calls, come affermato da Mingus stesso, doveva ricordare il richiamo degli uccelli, ma venne erroneamente interpretata dal pubblico come un riferimento alla leggenda del bebop Charlie "Bird" Parker: «Non era stata intesa per suonare come qualcosa di Charlie Parker. Doveva piuttosto assomigliare al cinguettio degli uccelli - almeno la prima parte.»
Fables of Faubus è così intitolata in riferimento a Orval E. Faubus (1910-1994), famigerato governatore dell'Arkansas autore nel 1957 dell'istanza contro l'integrazione razziale nelle scuole di Little Rock, atto di insubordinazione verso la Corte suprema degli Stati Uniti d'America, che costrinse il Presidente Eisenhower ad inviare la guardia nazionale nella cittadina per ristabilire l'ordine. Si è spesso affermato che la Columbia si rifiutò di includere il testo del brano sull'album, anche se le note interne della ristampa del disco datata 1998 rivelano che il pezzo prese vita come strumentale, e solamente in seguito Mingus decise di inserire un testo nella composizione. Comunque, Mingus registrerà nuovamente il brano (questa volta completo di liriche) all'interno dell'album Charles Mingus Presents Charles Mingus, pubblicato l'anno seguente, per la propria casa discografica (Candid Records), intitolandolo quindi Original Faubus Fables.

## Riconoscimenti
Nel 2003 Mingus Ah Um è stato uno dei cinquanta dischi selezionati dalla Biblioteca del Congresso degli Stati Uniti per essere inclusi nel National Recording Registry in conservazione per i posteri. L'influente The Penguin Guide to Jazz definisce l'album "un esteso tributo agli antenati musicali dello stesso Mingus" (e premia il disco con il massimo dei voti).

## Tracce
Quando la Columbia pubblicò originariamente l'album, sei delle nove tracce furono accorciate per poter entrare tutte in un solo LP. Nel 1979 queste sei tracce furono riportate alla lunghezza integrale, e in più furono trovate anche altre tre tracce inedite risalenti alle sessioni di produzione per il disco. Quindi la ristampa comprende sia le versioni lunghe delle tracce originali, sia i nuovi brani inseriti come bonus track: Pedal Point Blues, GG Train e Girl of My Dreams.
Tutte le composizioni sono di Charles Mingus, eccetto la numero 12.
1. Better Git It in Your Soul - 7:23
2. Goodbye Pork Pie Hat - 4:46/5:44
3. Boogie Stop Shuffle - 3:41/5:02
4. Self-Portrait in Three Colors - 3:10
5. Open Letter to Duke - 4:56/5:51
6. Bird Calls - 3:12/6:17
7. Fables of Faubus - 8:13
8. Pussy Cat Dues - 6:27/9:14
9. Jelly Roll - 4:01/6:17
10. Pedal Point Blues - 6:30 [bonus track della ristampa]
11. GG Train - 4:39 [bonus track della ristampa]
12. Girl of My Dreams - 4:08 (Sonny Clapp) [bonus track della ristampa]

Tracce 1, 6, 7, 8, 9 & 10 registrate il 5 maggio 1959; tracce 2, 3, 4, 5, 11 & 12 registrate il 12 maggio 1959. Tutti i brani sono stati registrati al Columbia 30th Street Studio di New York.

## Musicisti
- Charles Mingus – contrabbasso, pianoforte (con Parlan sulla traccia 10)
- John Handy – sax alto (6, 7, 9, 10, 11, 12), clarinetto (8), sax tenore (1, 2)
- Booker Ervin – sax tenore
- Shafi Hadi – sax tenore (3, 4, 7, 8, 10), sax alto (1, 5, 6, 9, 12)
- Willie Dennis – trombone (3, 4, 5, 12)
- Jimmy Knepper – trombone (1, 7, 8, 9, 10)
- Horace Parlan – pianoforte
- Dannie Richmond – batteria

## 50th Anniversary Legacy Edition
Nel 2009 la Sony Legacy Recordings ha pubblicato una edizione speciale dell'album su due dischi per il cinquantesimo anniversario dell'uscita di Mingus Ah Um. In aggiunta all'album completo, la "Legacy Edition" include tre versioni alternative di brani noti: Bird Calls (alternate) (4:54), Better Git It In Your Soul (alternate) (8:30), e Jelly Roll (alternate) (6:41). Infine, l'edizione speciale di Mingus Ah Um contiene anche Mingus Dynasty, un album registrato da Mingus sempre nel 1959 (con versioni inedite di cinque brani accorciati sull'edizione originale dell'LP).